# Eugeniusz Koecher
Eugeniusz Koecher ps. „Kołczan” (ur. 10 listopada 1920 w Warszawie, zm. 8 sierpnia 1944 tamże) – podharcmistrz, porucznik Armii Krajowej, dowódca plutonu „Alek” kompanii „Rudy” batalionu „Zośka”, uczestnik powstania warszawskiego.

## Lata młodzieńcze
Był synem kierowcy samochodowego. Uczył się w szkole zawodowej. Należał do 42. Warszawskiej Drużyny Harcerskiej, która weszła do Hufca „Mokotów” (Okręg Południe).

## Konspiracja
Członek Grup Szturmowych Szarych Szeregów. Działał w Organizacji Małego Sabotażu „Wawer”.
8 maja 1941 roku Gestapo dostało się do mieszkania Ryszarda Jaworowskiego, gdzie przebywał „Kołczan”. Cudem uniknął aresztowania dzięki ucieczce przez okno. Po zdradzie Mieczysława Wiącka, który współpracował z Gestapo, musiał opuścić stolicę. Starał przedostać się do Wojska Polskiego na Zachodzie, lecz został zatrzymany w Rzeszy i skierowany na roboty przymusowe, skąd po krótkim czasie uciekł. Aresztowany kolejny raz, tym razem na granicy Generalnego Gubernatorstwa, został skierowany do Arbeitsamtu. Stamtąd również udało mu się zbiec i ponownie dołączył do Szarych Szeregów.
Brał udział w wykonaniu wyroku na Oberscharführerze SS Herbercie Schultzu, jednym z funkcjonariuszy warszawskiego Gestapo, który torturował Jana Bytnara podczas przesłuchań.

## Akcje
- Akcja pod Arsenałem (członek sekcji „Sten I”, za udział w tej akcji otrzymał w maju 1943 Krzyż Walecznych[1])
- Akcja w Celestynowie (celowniczy rkm-u)
- Akcja Sieczychy (dowódca grupy „Atak II”, atakującej strażnicę z lewej strony)
- Akcja Wilanów (dowódca grupy „Posterunek I”, likwidującej żandarmerię niemiecką oraz policję granatową)
- akcja na trasie Tłuszcz–Urle (d-ca akcji; wykolejenie i ostrzelanie niemieckiego pociągu)
- akcja Par. I (baza leśna)

## Powstanie warszawskie
Walczył na Woli, jako dowódca plutonu „Alek” kompanii „Rudy” batalionu „Zośka”. Brał udział w wyzwoleniu Gęsiówki.
Zginął 8 sierpnia, trafiony kulą w głowę, podczas obrony cmentarza ewangelickiego na Woli.

## Odznaczenia
- Krzyż Srebrny Orderu Virtuti Militari
- Krzyż Walecznych (dwukrotnie)